# Q. E. D.
Q. E. D. је скраћеница латинског израза „quod erat demonstrandum” (дословно, што је требало доказати). Ова скраћеница се обично користи да назначи да је нешто дефинитивно доказано.
Q. E. D. се може написати на крају математичког доказа да покаже да је резултат неопходан да би доказ био комплетно постигнут. Употреба ове скраћенице потиче од конвенционалне форме доказа: почиње се са општим аксиомама, затим се користи дедуктивна логика да би се дошло до нових резултата, све док се не добије исказ који је требало доказати.
Такође се користи у физици да покаже да је концепт неопходан да би се дошло до решења претходно демонстриран.
Понекад се у текстовима може наћи и слична фраза истог значења, „hoc erat demnostrandum”

## Етимологија
је превод на латински са грчког оригинала грч. , транслит.  (скр. ΟΕΔ), који су користили многи рани математичари, укључујући Еуклида и Архимеда. Барух Спиноза је такође често употребљавао скраћеницу Q.E.D. у разним делима.

## Модерна употреба
Данас се често као ознака за крај доказа користи симбол ■ (испуњен црни квадрат), Халмосов симбол (по Полу Халмосу, који га је увео). Понекад се користи и празни квадрат (□).